# Roonka Conservation Park
Roonka Conservation Park är en park i Australien. Den ligger i delstaten South Australia, omkring 120 kilometer nordost om delstatshuvudstaden Adelaide. Roonka Conservation Park ligger 10 meter över havet.
Trakten runt Roonka Conservation Park är nära nog obefolkad, med mindre än två invånare per kvadratkilometer.. Närmaste större samhälle är Blanchetown, nära Roonka Conservation Park.
Omgivningarna runt Roonka Conservation Park är i huvudsak ett öppet busklandskap. Genomsnittlig årsnederbörd är 320 millimeter. Den regnigaste månaden är februari, med i genomsnitt 68 mm nederbörd, och den torraste är oktober, med 8 mm nederbörd.